# 太学
太学（たいがく、拼音: tàixué）とは、古代の中国や朝鮮・ベトナムに設置された官立の高等教育機関。古代の教育体系においては最高学府にあたり、官僚を養成する機関であった。

## 中国

### 経書において
「太学」という言葉は、経書に見られる。
『礼記』によれば、舜（虞）は「上庠」という学校を作ったといい、周の時代には「辟雍」という学校があった。こうした貴族子弟のための高等教育機関は「国学」 (zh) と総称され、また「太学」「大学」といった語でも呼ばれた。
ただし、「太学」が確実な制度として現れるのは、漢代以降とされる。

### 漢代以後

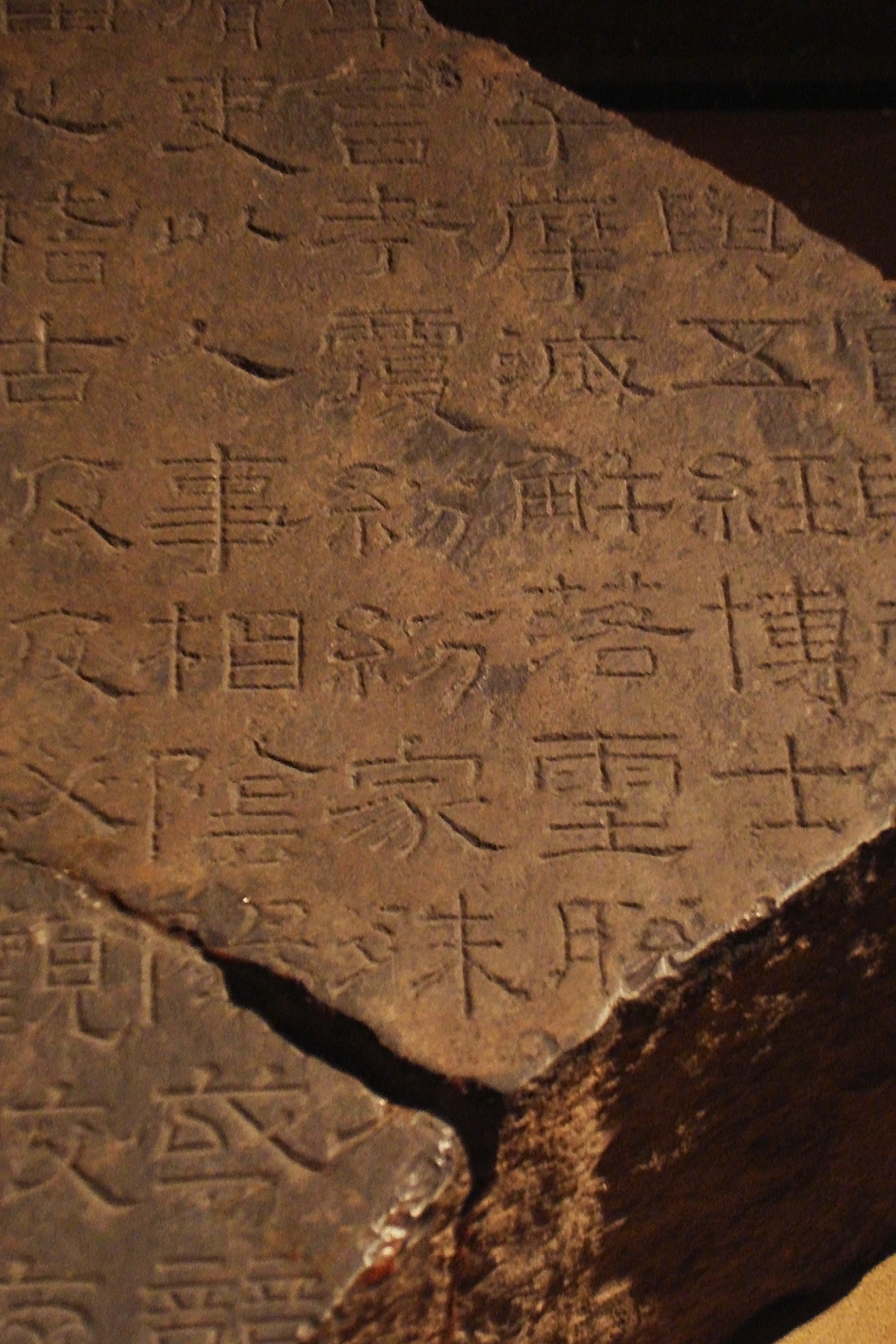
熹平石経残石。後漢時代の石経（儒学の経典を刻んだ碑）の一部。1922年に洛陽の太学の遺跡から発見された。同じ遺跡からは三体石経も見つかっている。

漢の時代に「太学」は首都に所在する高等教育機関の正式名称となった。前漢の武帝が儒教による思想統一のために董仲舒の献策によって設置したのがはじめとされている。
前漢の時代の「太学」は長安（現在の西安市）に設けられ、五経博士（教授）、博士弟子員（学生）50人を置いた。後漢の時代には洛陽（現在の洛陽市）に設けられた。
学生は太常が首都一帯から選抜するか、あるいは群国がそれぞれの地方から推薦し、1年に1度考試を課して（後漢末には2年に1度）合格者は官に任用された。
後漢の時代に学生（弟子員）の数は3万人を越えたとされ、「清流派」（党錮の禁参照）の拠点として一大政治勢力となった。
魏や蜀にも太学が置かれており、呉にも同様のものがあったとみられている。
西晋は洛陽に太学を設け、東晋は建康（現在の南京市）に太学を置いた。

#### 国子学の設立
西晋の咸寧2年（276年）、公卿・大夫の子弟（国子）の教育機関として、太学とは別に、国子監に直属する学校として「国子学」が設けられた。国子学と太学の双方は国子監の長官である国子祭酒が管掌した。

### 隋唐以後
唐代には太学と国子学が並置されており、他の教育機関とともに行政機関「国子監」の下に置かれた「六学」のひとつであった。六学卒業者には、科挙の最終試験にあたる省試の受験資格が認められた。なお、唐代の太学では、遣唐使として唐に留学した阿倍仲麻呂が学んでいる。

宋代には仁宗のときに太学を復興し、胡瑗によって学規が制定された。王安石は、とくに太学教育を重視して太学を拡張し、定員を増加し、学生を寄宿舎に収容して三舎の法を行ない、外舎、内舎、上舎を設け、これはそれぞれ予科、本科、研究科に相当するが、試験によって順次昇級させ、卒業試験を行なって官吏に採用した。この制度は南宋まで行なわれたが、太学の官僚養成機関としての役割は、宋代に科挙制度が整備されるとともに失われていった。
明代に諸教育機関と教育行政機関は「国子監」という名で一本化され、以後清末までこの名で続いた。

## 朝鮮半島
高句麗の時代に「太学」（태학）が設けられた。『三国史記』によれば、372年に小獣林王が太学を設立し、儒教による教育をおこなったという。高句麗では、小獣林王代に太学が建てられ、儒教による教育をおこなったとされるが、太学や儒教と対を成す仏教が前秦の順道の高句麗入国によって齎されたように、高句麗の太学の整備も中国系移民の関与が想定され、中国系移民は高句麗の対内的・対外的国家的発展に多方面で活躍した。一方、中国系移民の役割があっても、太学の設置や儒教による教育が可能だったのは、中国が朝鮮に設置した植民地である楽浪郡・帯方郡の郡民という基礎的土台が存在していたことが大きく、太学の設置や儒教による教育を整備できたのは、それらを受容できるほど社会が発展していなければならず、その為には、中国王朝の支配を長期間経験している楽浪郡・帯方郡民を高句麗が接収できたことによる。この関係を垣間みれるのは高句麗における仏教受容と太学設置である。順道の高句麗入国の3年後、高句麗は肖門寺と伊弗蘭寺を建立し、各々順道と阿道を住まわせており、高句麗では、仏教受容をめぐって殉教者（異次頓）をだした新羅のような葛藤が起きなかった可能性が高い。その背景には、仏教を信奉していた楽浪郡・帯方郡民を通じて仏教受容の土台が形成されていたからであり、また、貴族の子弟教育を通じて官吏を養成する太学設置も高句麗社会の漢文化が高水準に達していなければならず、これにも楽浪郡・帯方郡民を接収できたことが大きい。
中国から百済に移住していた中国系百済人貴族の陳法子の墓誌が中国で出土し、墓誌から百済でも太学が設置されていたことが明らかになっている。太学の長官は「太学正」と称され、中国系百済人貴族の陳春が務めていた。
官立高等教育機関として、新羅は「国学」（국학）を、高麗は「国子監」（국자감）を設けた。
高麗王朝末期、「国子監」は「成均館」に改称された。朝鮮王朝でもその名称は引き継がれ、漢城府（現在のソウル市）に置かれた最高教育機関は「成均館」と呼ばれた。

## ベトナム
陳朝太宗は建中8年（1232年）に科挙（Khoa bảng）を行ったが、その実施方法は「太学」（Thái học）を設立し、太学生（Thái học sinh）に試験を受けさせ、これによって進士の資格を取らせるというものであった。
黎利が黎朝皇帝に即位すると（1428年）、首都昇龍（タンロン、現在のハノイ）に「国子監」（Quốc Tử Giám）を置いた。制度は阮朝にも引き継がれ、1803年にフエに国子監（Quốc Tử Giám）が置かれた。阮朝の科挙は1919年を最後として廃止され、国子監も廃止された。